# Campionato europeo maschile di pallacanestro Under-20 2000
Il 5º Campionato Europeo maschile Under-20 di Pallacanestro FIBA (noto anche come FIBA EuroBasket Under-20 2000) si è svolto nella Repubblica di Macedonia dal 28 luglio al 6 agosto 2000.

## Risultati

### Prima fase a gruppi

#### Gruppo A
| Team          | V - P | PF - PS   | Pt |
| ------------- | ----- | --------- | -- |
| 1. Jugoslavia | 4 - 1 | 371 - 335 | 9  |
| 2. Israele    | 3 - 2 | 355 - 330 | 8  |
| 3. Grecia     | 3 - 2 | 397 - 363 | 8  |
| 4. Turchia    | 2 - 3 | 384 - 396 | 7  |
| 5. Lituania   | 2 - 3 | 388 - 411 | 7  |
| 6. Macedonia  | 1 - 4 | 324 - 384 | 6  |

#### Gruppo B
| Team         | V - P | PF - PS   | Pt |
| ------------ | ----- | --------- | -- |
| 1. Spagna    | 5 - 0 | 369 - 299 | 10 |
| 2. Slovenia  | 3 - 2 | 361 - 357 | 8  |
| 3. Francia   | 2 - 3 | 333 - 339 | 7  |
| 4. Croazia   | 2 - 3 | 354 - 360 | 7  |
| 5. Russia    | 2 - 3 | 352 - 369 | 7  |
| 6. Rep. Ceca | 1 - 4 | 346 - 391 | 6  |

### Fase ad eliminazione diretta

#### Tabellone gare 9º - 12º posto
|  | Playoffs  | Playoffs  | Playoffs |        |          | Nono posto       | Nono posto       | Nono posto       |  |
|  |           |           |          |        |          |                  |                  |                  |  |
|  | Rep. Ceca | Rep. Ceca | 71       |        |          |                  |                  |                  |  |
|  | Rep. Ceca | Rep. Ceca | 71       |        |          |                  |                  |                  |  |
|  | Lituania  | Lituania  | 88       |        |          |                  |                  |                  |  |
|  | Lituania  | Lituania  | 88       |        | Lituania | Lituania         | 62               |                  |  |
|  |           |           |          |        | Lituania | Lituania         | 62               |                  |  |
|  |           |           | Russia   | Russia | 70       |                  |                  |                  |  |
|  | Russia    | Russia    | Russia   | Russia | 70       | 75               |                  |                  |  |
|  | Russia    | Russia    |          |        |          | 75               |                  |                  |  |
|  | Macedonia | Macedonia | 67       |        |          | Undicesimo posto | Undicesimo posto | Undicesimo posto |  |
|  | Macedonia | Macedonia | 67       |        |          |                  |                  |                  |  |
|  |           |           |          |        |          |                  |                  |                  |  |
|  |           |           |          |        |          | Rep. Ceca        | Rep. Ceca        | 72               |  |
|  |           |           |          |        |          | Rep. Ceca        | Rep. Ceca        | 72               |  |
|  |           |           |          |        |          | Macedonia        | Macedonia        | 83               |  |

#### Tabellone finale
|  | Quarti di finale | Quarti di finale |          |        | Semifinali  | Semifinali  |  |  | Finale | Finale |
|  |                  |                  |          |        |             |             |  |  |        |        |
|  |                  |                  |          |        |             |             |  |  |        |        |
|  |                  |                  |          |        |             |             |  |  |        |        |
|  | Grecia           | 71               |          |        |             |             |  |  |        |        |
|  | Grecia           | 71               |          |        |             |             |  |  |        |        |
|  | Slovenia         | 84               |          |        |             |             |  |  |        |        |
|  | Slovenia         | 84               | Slovenia | 74     |             |             |  |  |        |        |
|  |                  |                  | Slovenia | 74     |             |             |  |  |        |        |
|  |                  | Croazia          | 73       |        |             |             |  |  |        |        |
|  | Croazia          | Croazia          | 73       | 69     |             |             |  |  |        |        |
|  | Croazia          |                  |          | 69     |             |             |  |  |        |        |
|  | Jugoslavia       | 66               |          |        |             |             |  |  |        |        |
|  | Jugoslavia       | 66               | Slovenia | 66     |             |             |  |  |        |        |
|  |                  |                  | Slovenia | 66     |             |             |  |  |        |        |
|  |                  | Israele          | 65       |        |             |             |  |  |        |        |
|  | Francia          | Israele          | 65       | 55     |             |             |  |  |        |        |
|  | Francia          |                  |          | 55     |             |             |  |  |        |        |
|  | Israele          | 72               |          |        |             |             |  |  |        |        |
|  | Israele          | 72               | Israele  | 69     | Terzo posto | Terzo posto |  |  |        |        |
|  |                  |                  | Israele  | 69     | Terzo posto | Terzo posto |  |  |        |        |
|  |                  | Spagna           | 65       |        |             |             |  |  |        |        |
|  | Spagna           | Spagna           | 65       | 69     | Croazia     | 77          |  |  |        |        |
|  | Spagna           |                  |          | 69     | Croazia     | 77          |  |  |        |        |
|  | Turchia          | 56               |          | Spagna | 82          |             |  |  |        |        |
|  | Turchia          | 56               |          |        | 82          |             |  |  |        |        |
|  |                  |                  |          |        |             |             |  |  |        |        |
|  |                  |                  |          |        |             |             |  |  |        |        |

#### Tabellone gare 5º - 8º posto
|  | Playoffs   | Playoffs   | Playoffs |         |            | Quinto posto  | Quinto posto  | Quinto posto  |  |
|  |            |            |          |         |            |               |               |               |  |
|  | Grecia     | Grecia     | 73       |         |            |               |               |               |  |
|  | Grecia     | Grecia     | 73       |         |            |               |               |               |  |
|  | Jugoslavia | Jugoslavia | 76       |         |            |               |               |               |  |
|  | Jugoslavia | Jugoslavia | 76       |         | Jugoslavia | Jugoslavia    | 78            |               |  |
|  |            |            |          |         | Jugoslavia | Jugoslavia    | 78            |               |  |
|  |            |            | Turchia  | Turchia | 58         |               |               |               |  |
|  | Francia    | Francia    | Turchia  | Turchia | 58         | 51            |               |               |  |
|  | Francia    | Francia    |          |         |            | 51            |               |               |  |
|  | Turchia    | Turchia    | 61       |         |            | Settimo posto | Settimo posto | Settimo posto |  |
|  | Turchia    | Turchia    | 61       |         |            |               |               |               |  |
|  |            |            |          |         |            |               |               |               |  |
|  |            |            |          |         |            | Grecia        | Grecia        | 61            |  |
|  |            |            |          |         |            | Grecia        | Grecia        | 61            |  |
|  |            |            |          |         |            | Francia       | Francia       | 48            |  |

## Classifica finale
| Campione d'Europa | Campione d'Europa | Campione d'Europa |
| --- | ----------------- | --- |
| Slovenia under 204 Kadic, 5 Jokić, 6 Brolih, 7 Bečirovič, 8 Klepo, 9 Kobe, 10 Vidic, 11 Skornik, 12 Zagorac, 13 Pavič, 14 Zalokar, 15 Nachbar, All. Zoran Martič |                   | |
| Argento | Israele           | Israele under 204 Piccini, 5 Nissim, 6 Gordon, 7 Ichaki, 8 Volfer, 9 Kazarnovski, 10 Burstein, 11 Green, 12 Mizrahi, 13 Katz, 14 Lev, 15 Ohanon, All. Yoram Harush                                           |
| Bronzo | Spagna            | Spagna under 204 Vidal, 5 Rodríguez, 6 Cabezas, 7 González, 8 Calderón, 9 Reyes, 10 Drame, 11 Bueno, 12 Montañana, 13 Gabriel, 14 López, 15 Gasol, All. Paco García                                          |
| 4. | Croazia           | Croazia under 204 Subotić, 5 Miljković, 6 Malić, 7 Pašalić, 8 Žižić, 9 Džidić, 10 Planinić, 11 Stojić, 12 Bagarić, 13 Tomas, 14 Pehar, 15 Vidaković, All. Silvio Baturina                                    |
| 5. | Jugoslavia        | Jugoslavia under 204 Vujanić, 5 Kijac, 6 Ćakić, 7 Avdalović, 8 Pištoljević, 9 Radmanović, 10 Peković, 11 Čabarkapa, 12 Bjegović, 13 Gojnić, 14 Plisnić, 15 Popović, All. Nenad Trajković                     |
| 6. | Turchia           | Turchia under 204 Arslan, 5 Veyseloğlu, 6 Güler, 7 Köseoğlu, 8 Çevik, 9 Ademoğlu, 10 Ünver, 11 Özcan, 12 Külçebaş, 13 Solak, 14 Peker, 15 Emre Ekim, All. Çetin Yavuz                                        |
| 7. | Grecia            | Grecia under 204 Nanīs, 5 Papamakarios, 6 Yfantīs, 7 Petropoulos, 8 Dorkofikīs, 9 Fōtsīs, 10 Tapoutos, 11 Diamantidīs, 12 Pettas, 13 Papadopoulos, 14 Petrodīmopoulos, 15 Glyniadakīs, All. Sōtīrīs Tsimikas |
| 8. | Francia           | Francia under 204 Brochard, 5 Fellah, 6 Diaw, 7 Dubiez, 8 Marquis, 9 Devehat, 10 Ferchaud, 11 Gautier, 12 Delval, 13 Brun, 14 Amet, 15 Vebode, All. Laurent Contardi                                         |
| 9. | Russia            | Russia under 204 Vochmjanin, 5 Šortov, 6 Bel'čikov, 7 Padius, 8 Miloserdov, 9 Djačok, 10 Toporov, 11 Nazarov, 12 Sergienko, 13 Truškin, 14 Karimov, 15 Eršov, All. Aleksej Antipenko                         |
| 10. | Lituania          | Lituania under 204 Česnauskis, 5 Kadžiulis, 6 Stašaitis, 7 Macijauskas, 8 Mockus, 9 Zavackas, 10 Sakalys, 11 Nagys, 12 Četovič, 13 Andriukaitis, 14 Masiulis, 15 Javtokas, All. Vadimas Rodastevas           |
| 11. | Macedonia         | Macedonia under 204 Stefanov, 5 Samardziev, 6 Ilievski, 7 Grncarov, 8 Petkov, 9 Chekovski, 10 Madzunkov, 11 Gocevski, 12 Gjurov, 13 Pavlovski, 14 Tasovski, 15 Tachi, All. Branislav Radanović               |
| 12. | Rep. Ceca         | Rep. Ceca under 204 Gajdosik, 5 Hilšer, 6 Kosovic, 7 Soukup, 8 Nečas, 9 Welsch, 10 Ides, 11 Kukačka, 12 Zuzak, 13 Marek, 14 Chan, 15 Bartoň, All. Tomas Barinka                                              |